# Agrypnus cuspidatus
Agrypnus cuspidatus is een keversoort uit de familie kniptorren (Elateridae). De wetenschappelijke naam van de soort is voor het eerst geldig gepubliceerd in 1833 door Kluge.